# Estación Esteban Agustín Gascón
Esteban Agustín Gascón es una estación ferroviaria ubicada en la localidad homónima, en el Partido de Adolfo Alsina, Provincia de Buenos Aires, Argentina.

## Servicios
No presta servicios de pasajeros. Sus vías están concesionadas a la empresa de cargas Ferroexpreso Pampeano